# حصار كاليه (1346–1347)
حصار كاليه (4 سبتمبر 1346 - 3 أغسطس 1347) هو حصار فرضه الملك إدوارد الثالث ملك إنجلترا على مدينة كاليه الفرنسية خلال المرحلة الإدواردية في حرب المائة عام.